# セネット (潜水艦)
セネット (USS Sennet, SS-408) は、アメリカ海軍の潜水艦。バラオ級潜水艦の一隻。艦名は大西洋に生息するカマス科の小型種、ノーザンセネットとサザンセネットに因む。

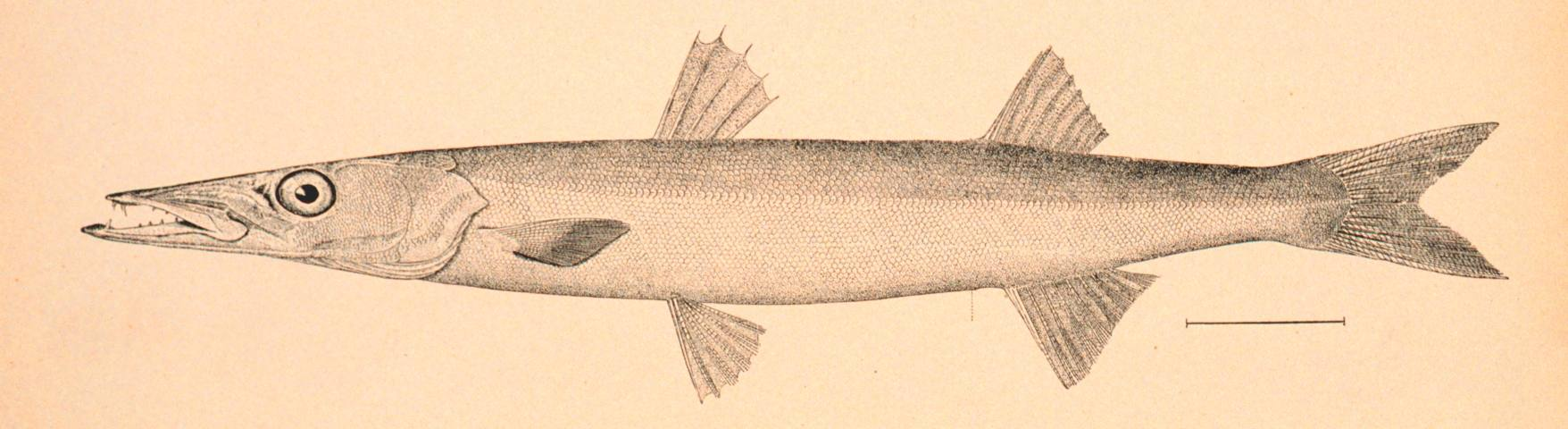
ノーザン・セネット（Nothern sennet）

## 艦歴
セネットは1944年3月8日にメイン州キタリーのポーツマス海軍造船所で起工した。1944年6月6日にロスコー・W・ダウンズ夫人によって命名、進水し、1944年8月22日に艦長ジョージ・E・ポーター・ジュニア中佐（アナポリス1932年組）の指揮下就役する。セネットは9月18日に艤装が完了し、10月22日までコネチカット州とロードアイランド州の沖合で訓練演習および魚雷発射管の試験を行う。その後、メリーランド州ソロモンズの機雷試験場で機雷および水雷のテストを行う。11月11日にパナマ運河地帯のバルボアへ向かい、さらなる訓練演習を行う。セネットは11月29日に真珠湾に向けてバルボアを出発し、1944年12月16日に到着した。セネットの艦上兵装は最初の哨戒に出航する前に、5インチ砲2門、40ミリ機関砲2基および50口径機銃3基に増加された。

### 第1、第2の哨戒 1945年1月 - 3月
1945年1月5日、セネットは最初の哨戒で小笠原諸島方面に向かった。1月28日まで小笠原諸島北部を中心に哨戒を行った。1月21日に3隻の護衛艦を伴った大型タンカーに対して2度の攻撃を行うが、戦果はなかった。1月23日には北緯30度00分 東経140度50分 / 北緯30.000度 東経140.833度の地点で500トンクラスの哨戒艇1隻を沈め、もう1隻を破壊した。撃沈された方は特設監視艇第七海南丸（拓洋水産、84トン）であり、破壊されたほうの船名は不詳である。1月31日、セネットは25日間の行動を終えてサイパン島に帰投した。
2月7日、セネットは2回目の哨戒で「ハダック (USS Haddock, SS-231) 」「ラガート (USS Lagarto, SS-371) 」とウルフパック「ラタズ・ランサーズ Latta’s Lancers」を構成し小笠原諸島方面に向かった。この哨戒では、この方面にある特設監視艇群を蹴散らして来るべき硫黄島の戦いを支援する第58任務部隊（マーク・ミッチャー中将）やB-29などへの手助けをする任務が与えられていた。2月13日早朝、北緯30度00分 東経138度30分 / 北緯30.000度 東経138.500度の地点でラガートらのウルフパックは漂泊していた特設監視艇を発見し攻撃。ラガートを中心にハダックとセネットで包囲態勢を作り、6時20分に特設監視艇第八事代丸（寺本正市、109トン）と第三号昭和丸（籠尾兼吉、76トン）に一方的な戦いを行った。2隻の監視艇も必死の反撃に打って出たが全く勝負にならず、あっけなく撃沈された。ウルフパックは残骸や脱出した乗組員を銃撃した後、ラガートとハダックは更なる獲物を求め、別の特設監視艇と交戦後豊後水道方面へ、セネットはラガート、ハダックとは離れて紀伊水道方面に展開していった。3日後の2月19日、セネットは北緯32度10分 東経135度54分 / 北緯32.167度 東経135.900度の潮岬沖で「2,000トンの船」を発見。この「2,000トンの船」は日本海軍の敷設艇成生であった。「成生」に対しセネットは後部発射管から魚雷を放射状に発射、その後200フィート（60メートル）まで潜航した。2度の爆発音が聞こえたが、潜航途中に日本軍機からの爆雷攻撃を受け、2度の爆発により激しく振動した。セネットは一時間後に浮上、油と残骸を確認した。3月9日、セネットは30日間の行動を終えてグアム島アプラ港に帰投。潜水母艦「アポロ (USS Apollo, AS-25)」による整備を受けた。

### 第3、第4の哨戒 1945年4月 - 8月

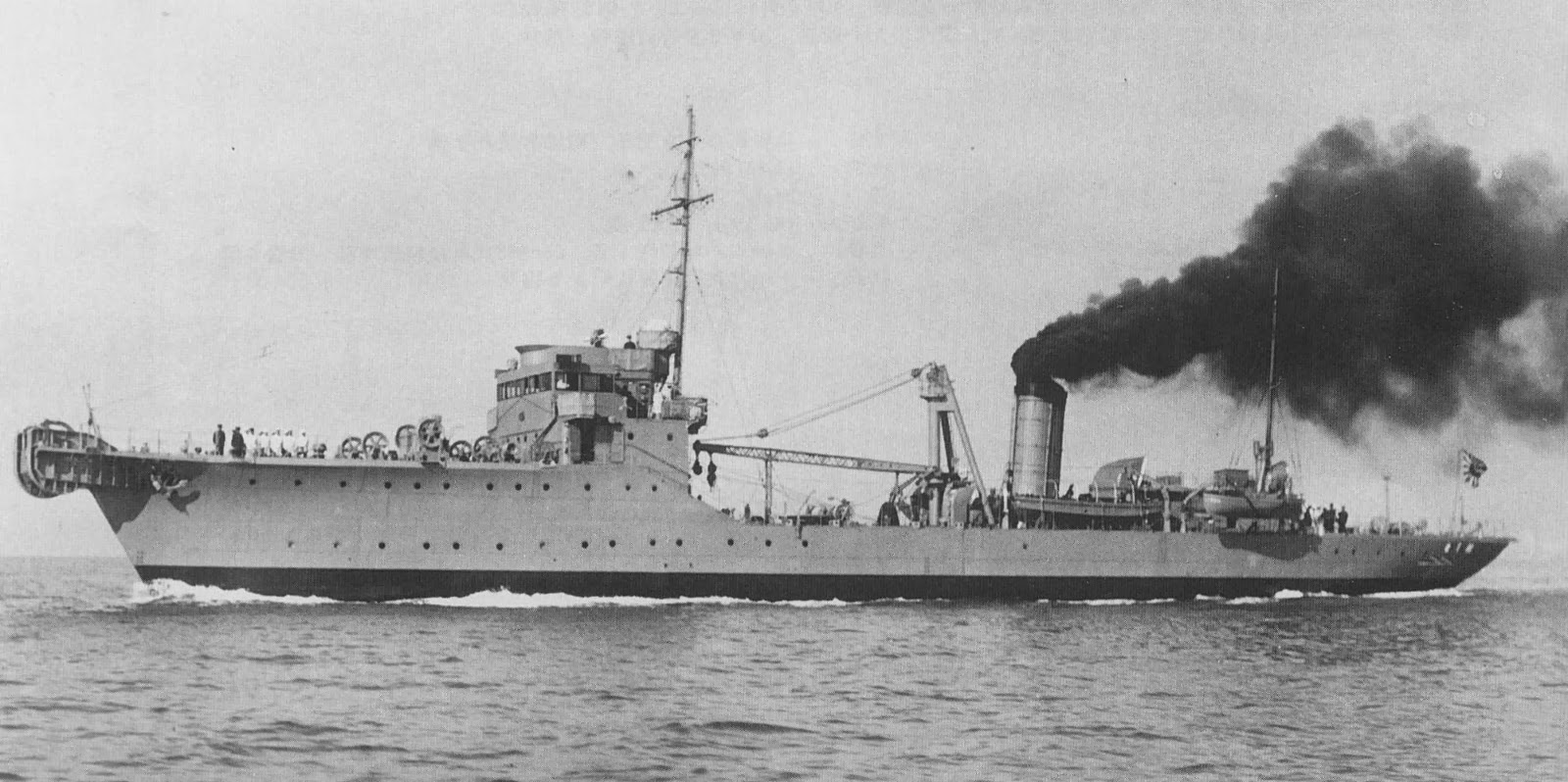
電纜敷設艇「初島」（1940年）

4月2日、セネットは3回目の哨戒で日本近海に向かった。4月16日、浮上航行中に哨戒艇から2本の魚雷攻撃を受けたがかわした。3日後の4月19日朝、セネットは紀伊半島市江崎付近で東京港に向かっていた船団を発見。セネットはこのうちの1隻であるはがね丸（大阪商船、1,901トン）を攻撃、右舷に魚雷を命中させ1分で轟沈させた。また、かえす刀で第97号駆潜特務艇も撃沈した。22日にはP-51から脱出したパイロットの救助活動を行う。パイロットは艦の100フィートの位置にいたものの、彼を救助することはできなかった。4月28日、セネットは北緯33度58分 東経136度17分 / 北緯33.967度 東経136.283度の地点で電纜敷設艇初島に電池魚雷2本を発射し、艦首とメインマストの下に命中して「初島」は艦尾から沈んでいった。5月1日には周参見沖で、朝潮型駆逐艦と判断された「第50号海防艦」に対して魚雷5本を発射、全弾回避されたと判断されたが、実際には1本が「第50号海防艦」の艦尾に命中し、後部艦体を8メートルほど切断され漂流。見老津海岸に座礁した「第50号海防艦」は、後に浮揚修理された。5月16日、セネットは43日間の行動を終えて真珠湾に帰投。艦長がチャールズ・R・クラーク・ジュニア（アナポリス1939年組）に代わった。
7月1日、セネットは4回目の哨戒で日本海に向かった。これより先の6月に実施されたバーニー作戦以降、アメリカ潜水艦にとって日本海は特別な海域ではなくなっていた。7月28日、セネットは北緯41度11分 東経139度51分 / 北緯41.183度 東経139.850度の津軽海峡西方沖で萩川丸（川崎汽船、2,995トン）を、秋田県入道崎沖で第十五雲海丸（中村汽船、1,208トン）と柏栄丸（日東汽船、2,864トン）の合計3隻を撃沈。7月30日にも北緯42度37分 東経139度49分 / 北緯42.617度 東経139.817度の北海道茂津多岬灯台沖で裕山丸（興国汽船、6,038トン）を撃沈した。セネットはこの哨戒で4隻13,105トンの戦果を挙げ、一哨戒で10,000トン以上の戦果を挙げた最後のアメリカ潜水艦となった。8月9日、セネットは34日間の行動を終えてサイパン島に帰投した。
セネットは第二次世界大戦の戦功で4個の従軍星章を受章した。

### 戦後
太平洋戦争が終わるとセネットは本国に帰国し、大西洋艦隊に配属され、コネチカット州ニューロンドンを拠点として活動を行った。セネットは1946年6月にバルボアで第6潜水戦隊 (SubRon 6) に再び配属され、12月10日から1947年3月13日までリチャード・バードによって行われた3回目の南極探検、ハイジャンプ作戦に参加した。ハイジャンプ作戦参加後1949年まではバルボアで活動し、その後第12潜水戦隊 (SubRon 12) に配属されるとフロリダ州キーウェストを拠点として活動した。セネットはキーウェストおよびキューバのグアンタナモ湾で潜水艦乗員訓練および対潜水艦戦訓練に従事した。1951年にはフィラデルフィア海軍造船所でフリート・シュノーケル改修が行われた。改修なったセネットは1954年11月4日にキーウェストを出航し、地中海で最初の第6艦隊配備に就く。1955年1月30日に帰還すると、1959年8月1日まで沿岸での訓練活動および艦隊作戦活動に従事した。その後第4潜水戦隊 (SubRon 4) に配属され、チャールストン海軍兵器ステーションを拠点として活動する。続く9年間にわたってセネットはサウスカロライナ州チャールストンで大西洋艦隊と共に作戦活動に従事し、東海岸、カリブ海、大西洋で活動した。1968年12月2日にセネットは退役、同日除籍され、1973年5月18日にルイジアナ州ニューオーリンズのサザン・スクラップ・マテリアル社にスクラップとして売却された。